# Mukhlid Al-Otaibi
Mukhlid Al-Otaibi, född 30 april 1980, är en saudisk långdistanslöpare.
Al-Otaibi tävlade för Saudiarabien vid olympiska sommarspelen 2008 i Peking, där han blev utslagen i försöksheatet på 5 000 meter. Vid olympiska sommarspelen 2012 i London tävlade Al-Otaibi i två grenar. Han slutade på 17:e plats på 10 000 meter och blev utslagen i försöksheatet på 5 000 meter.
Vid olympiska sommarspelen 2016 i Rio de Janeiro blev Al-Otaibi utslagen i försöksheatet på 5 000 meter.